# Lisa Daniels
Lisa Daniels (Bogotá, 2 de septiembre de 1977) es una actriz pornográfica colombiana.

## Biografía
Lisa nació en Bogotá, pero con dos años de edad ella y sus padres emigraron a California. Con 18 años empezó a realizar sesiones fotográficas y se adentró en el cine pornográfico en 2005, a la edad de 28 años.
Un personaje de la serie animada South Park en el episodio "Major Boobage" fue modelado a partir de sus rasgos físicos, usando la técnica de rotoscopia.